# Ernst Falkbeer

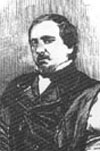
Falkbeer

Ernst Falkbeer (27 juni 1819 - 14 december 1885) was een Oostenrijks schaker. Hij was de oprichter van de beroemde Wiener Schachzeitung. Hij vond het in Centraal-Europa na de revolutie van 1848 niet prettig meer en vertrok naar Londen. In 1864 keerde hij naar Wenen terug.
Ernst Falkbeer heeft ons veel schaakvarianten nagelaten, de bekendste hiervan is wel het Falkbeertegengambiet in het Koningsgambiet, maar ook in de schaakopening Weens heeft hij een aantal varianten geanalyseerd onder andere de Falkbeervariant met de zetten 1.e4 e5 2. Pc3 Pf6 (diagram)
| 8 | rd | nd | bd | qd | kd | bd |    | rd |
| 7 | pd | pd | pd | pd |    | pd | pd | pd |
| 6 |    |    |    |    |    | nd |    |    |
| 5 |    |    |    |    | pd |    |    |    |
| 4 |    |    |    |    | pl |    |    |    |
| 3 |    |    | nl |    |    |    |    |    |
| 2 | pl | pl | pl | pl |    | pl | pl | pl |
| 1 | rl |    | bl | ql | kl | bl | nl | rl |
|   | a  | b  | c  | d  | e  | f  | g  | h  |